# NGC 5908
NGC 5908 ist eine Spiralgalaxie des Typs Sb im Sternbild Draco und etwa 154 Millionen Lichtjahre von der Milchstraße entfernt.  
Die Galaxie wurde am 5. Mai 1788 von dem deutsch-britischen Astronom William Herschel entdeckt.

## NGC 5908-Gruppe (LGG 395)
| Galaxie   | Alternativname | Entfernung/Mio. Lj |
| --------- | -------------- | ------------------ |
| NGC 5908  | PGC 54522      | 154                |
| NGC 5874  | PGC 54018      | 146                |
| NGC 5876  | PGC 54110      | 153                |
| NGC 5820  | PGC 53511      | 155                |
| NGC 5821  | PGC 53532      | 157                |
| NGC 5905  | PGC 54445      | 158                |
| PGC 54154 | UGC 9759       | 159                |